# Pseudoclanis evestigata
Pseudoclanis evestigata is een vlinder uit de familie van de pijlstaarten (Sphingidae). De wetenschappelijke naam van de soort werd in 1955 gepubliceerd door Kernbach.